# John McEnery
John McEnery (1 de noviembre de 1943 - 12 de abril de 2019) fue un actor y escritor inglés. En la actuación es mejor recordado por formar parte del elenco principal de Romeo y Julieta de Franco Zeffirelli en 1968, por la cual recibió una nominación en los Premios BAFTA al Mejor Actor de Reparto,

## Trayectoria
Nacido en Birmingham, se formó (1962-1964) en la Escuela de Teatro Bristol Old Vic. A la edad de 20 años encontró su primer trabajo escénico, pasando tres temporadas en el Everyman Theatre de Liverpool. Se unió a la compañía de Teatro Nacional en 1966. Mientras trabajaba en Everyman, conoció a la actriz Stephanie Beacham , con quien más tarde se casó. La pareja tuvo dos hijas, pero posteriormente se divorciaron. Tiene otra hija de una relación anterior con la artista Sofi Bollack.
Su primer papel notable en la pantalla fue en 1968 como Mercucio en Romeo y Julieta de Franco Zeffirelli ; fue nominado a un Premio BAFTA por su actuación. Tomó el papel principal en la película Bartleby de 1970 , en la que protagonizó junto a Paul Scofield. En 1971 protagonizó un papel principal junto a Claude Jade y Jean-Pierre Cassel en la agridulce película de Gérard Brach, The Boat on the Grass. En esta película se hacen referencias a sus papeles teatrales cuando declama Hamlet o cuando canta a dúo con Claude Jade " God Save the Queen". Más tarde interpretó al político ruso Alexander Kerensky en Nicholas and Alexandra (1971). Sus otros créditos cinematográficos incluyen The Duellists , Black Beauty, así como Hamlet de Mel Gibson .